# Dicraeus kaszabi
Dicraeus kaszabi är en tvåvingeart som beskrevs av Nartshuk 1976. Dicraeus kaszabi ingår i släktet Dicraeus och familjen fritflugor. Inga underarter finns listade i Catalogue of Life.